# Göten, Småland
Göten är en sjö i Oskarshamns kommun i Småland och ingår i Marströmmens huvudavrinningsområde. Sjön är 22,5 meter djup, har en yta på 0,123 kvadratkilometer och är belägen 14,4 meter över havet. Sjön avvattnas av vattendraget Marströmmen (Bodaån).
Sjön ingår i naturreservatet Norra Göten

## Delavrinningsområde
Göten ingår i det delavrinningsområde (637245-154001) som SMHI kallar för Inloppet i Lilla Ramm. Medelhöjden är 37 meter över havet och ytan är 15,08 kvadratkilometer. Räknas de 27 avrinningsområdena uppströms in blir den ackumulerade arean 369,58 kvadratkilometer. Avrinningsområdets utflöde Marströmmen (Bodaån) mynnar i havet. Avrinningsområdet består mestadels av skog (85 procent). Avrinningsområdet har 0,41 kvadratkilometer vattenytor vilket ger det en sjöprocent på 2,7 procent.